# Auprès de ma blonde
Auprès de ma blonde (dt. „Bei meiner Blonden“), auch Le Prisonnier de Hollande (dt. „Der Gefangene von Holland“), ist ein französisches Volkslied. Es handelt von einer Frau, die im Garten ihres Vaters die Vögel beobachtet und nach ihrem Ehemann schmachtet. Dieser ist als Soldat in Kriegsgefangenschaft geraten und sehnt sich ebenfalls danach, wieder bei „seiner Blonden“ zu sein.

## Geschichte
Die Urheberschaft des Liedes wird André Joubert du Collet zugeschrieben. Während des Niederländisch-Französischen Kriegs (1672–1678) diente dieser als Leutnant in der französischen Marine, dabei geriet er in niederländische Kriegsgefangenschaft. Im Laufe dieser Haft soll er den Text Auprès de ma blonde, respektive Le Prisonnier de Hollande zu einer regionalen Melodie verfasst haben, deren Ursprung zu Beginn des 16. Jahrhunderts vermutet wird. Andere Darstellungen schreiben Joubert auch die Komposition zu. Zwei Jahre später wurde Joubert, nachdem Ludwig XIV. ein von den Vereinigten Niederlanden gefordertes Lösegeld bezahlt hatte, aus seiner Gefangenschaft entlassen. Nach seiner Rückkehr nach Frankreich soll sich sein Werk schnell großer Beliebtheit erfreut haben. Die älteste bekannte Veröffentlichung des Liedes stammt aus dem Jahr 1704. Über Kolonisten gelangte es auch nach Nordamerika; dort ist es in Kanada bis heute populär. Während verschiedenen Kriegen, etwa den Koalitionskriegen oder dem Ersten Weltkrieg, war Auprès de ma blonde als Soldatenlied beliebt.

## Text
Französischer Text:

Dans les jardins d’mon père

Les lilas sont fleuris

Dans les jardins d’mon père

Les lilas sont fleuris

Tous les oiseaux du monde

Viennent y faire leur nid

     Auprès de ma blonde

     Qu’il fait bon, fait bon, fait bon

     Auprès de ma blonde

     Qu’il fait bon dormir

Tous les oiseaux du monde

Viennent y faire leur nid

Tous les oiseaux du monde

Viennent y faire leur nid

La caille, la tourterelle

Et la jolie perdrix

     Auprès de ma blonde …

La caille, la tourterelle

Et la jolie perdrix

La caille, la tourterelle

Et la jolie perdrix

Et ma jolie colombe

Qui chante jour et nuit

     Auprès de ma blonde …

Et ma jolie colombe

Qui chante jour et nuit

Et ma jolie colombe

Qui chante jour et nuit

Qui chante pour les filles

Qui n’ont pas de mari

     Auprès de ma blonde …

Qui chante pour les filles

Qui n’ont pas de mari

Qui chante pour les filles

Qui n’ont pas de mari

Pour moi ne chante guère

Car j’en ai un joli

     Auprès de ma blonde …

Pour moi ne chante guère

Car j’en ai un joli

Pour moi ne chante guère

Car j’en ai un joli

Dites-nous donc, la belle

Où donc est vot’ mari

     Auprès de ma blonde …

Dites-nous donc, la belle

Où donc est vot’ mari

Dites-nous donc, la belle

Où donc est vot’ mari

Il est dans la Hollande

Les Hollandais l’ont pris

     Auprès de ma blonde …

Il est dans la Hollande

Les Hollandais l’ont pris

Il est dans la Hollande

Les Hollandais l’ont pris

Que donneriez-vous, belle

Pour avoir votre ami

     Auprès de ma blonde …

Que donneriez-vous, belle

Pour avoir votre ami

Que donneriez-vous, belle

Pour avoir votre ami

Je donnerai Versailles

Paris et Saint-Denis

     Auprès de ma blonde …

Je donnerai Versailles

Paris et Saint-Denis

Je donnerai Versailles

Paris et Saint-Denis

Les tours de Notre-Dame

Et l’clocher d’mon pays

     Auprès de ma blonde …

Les tours de Notre-Dame

Et l’clocher d’mon pays

Les tours de Notre-Dame

Et l’clocher d’mon pays

Et ma blanche colombe

Qui l’attend jour et nuit

     Auprès de ma blonde …

Deutsche Übersetzung:

In den Gärten meines Vaters

Blühen die Flieder

In den Gärten meines Vaters

Blühen die Flieder

Alle Vögel der Welt

Kommen hierher um zu nisten

     Bei meiner Blonden

     Hat man es so gut, so gut, so gut

     Bei meiner Blonden

     Lässt es sich gut schlafen

Alle Vögel der Welt

Kommen hierher um zu nisten

Alle Vögel der Welt

Kommen hierher um zu nisten

Die Wachtel, die Taube

Und das hübsche Rebhuhn

    Bei meiner Blonden …

Die Wachtel, die Taube

Und das hübsche Rebhuhn

Die Wachtel, die Taube

Und das hübsche Rebhuhn

Und meine hübsche Taube

Die Tag und Nacht singt

    Bei meiner Blonden …

Und meine hübsche Taube

Die Tag und Nacht singt

Und meine hübsche Taube

Die Tag und Nacht singt

Jene die für die Mädchen singen

Die keinen Mann haben

    Bei meiner Blonden …

Jene die für die Mädchen singen

Die keinen Mann haben

Jene die für die Mädchen singen

Die keinen Mann haben

Für mich wird kaum gesungen

Weil ich einen Hübschen habe

    Bei meiner Blonden …

Für mich wird kaum gesungen

Weil ich einen Hübschen habe

Für mich wird kaum gesungen

Weil ich einen Hübschen habe

Sag uns doch, Schöne

Wo ist dein Ehemann?

    Bei meiner Blonden …

Sag uns doch, Schöne

Wo ist dein Ehemann?

Sag uns doch, Schöne

Wo ist dein Ehemann?

Er ist in den Niederlanden

Die Niederländer haben ihn gefangen

    Bei meiner Blonden …

Er ist in den Niederlanden

Die Niederländer haben ihn gefangen

Er ist in den Niederlanden

Die Niederländer haben ihn gefangen

Was würdet ihr geben, Schöne

Um euren Freund bei euch zu haben

    Bei meiner Blonden …

Was würdet ihr geben, Schöne

Um euren Freund bei euch zu haben

Was würdet ihr geben, Schöne

Um euren Freund bei euch zu haben

Ich würde Versailles hergeben

Paris und Saint-Denis

    Bei meiner Blonden …

Ich würde Versailles hergeben

Paris und Saint-Denis

Ich würde Versailles hergeben

Paris und Saint-Denis

Die Türme der Notre-Dame

Und die Glockentürme meines Landes

    Bei meiner Blonden …

Die Türme der Notre-Dame

Und die Glockentürme meines Landes

Die Türme der Notre-Dame

Und die Glockentürme meines Landes

Und meine weiße Taube

Die Tag und Nacht singt

    Bei meiner Blonden …

## Weiterverwendung
- Der Komponist Clément Mougeot verarbeitete Auprès de ma blonde zu einem Marsch.[6]
- Joseph Canteloube veröffentlichte ein Arrangement des Liedes als Teil seiner Chants de France.[7]
- Im Filmmusical Zoff für zwei (1967) singt Elvis Presley das Lied I Love Only One Girl, das sich der Melodie von Auprès de ma blonde bedient.[1][8] Der Text handelt davon, in jedem Teil der Welt eine andere Liebesbeziehung zu unterhalten.[9]
- Das Lied ist im Spielfilm Der Schritt vom Wege (1939), eine Verfilmung von Theodor Fontanes Roman Effi Briest, zu hören. Die Sängerin Marietta Tripelli trägt einer hochbürgerlichen Gesellschaft zwei Stücke vor, eines davon ist Auprès de ma blonde.[10]
- Auprès de ma blonde gehört zum Soundtrack des 2014 erschienenen Videospiels Assassin’s Creed Unity.[11]